# Orchideae
Orchideae – plemię roślin z rodziny storczykowatych (Orchidaceae). Obejmuje 1 podplemię, 79 rodzajów (w tym 19 hybryd) oraz około 1900 gatunków występujących w Europie, Azji, Afryce, Ameryce Północnej, Ameryce Południowej, Australii i Oceanii.

## Systematyka
Plemię sklasyfikowane do podrodziny storczykowych (Orchidoideae) w rodzinie storczykowatych (Orchidaceae), rząd szparagowce (Asparagales) w obrębie roślin jednoliściennych.
Wykaz podplemion
- Orchidinae Verm.